# Afrodita Salihi
Afrodita Salihi (mac. Афродита Салихи; ur. 11 kwietnia 1989 w Skopje) – północnomacedońska piłkarka pochodzenia albańskiego, reprezentantka Macedonii Północnej.